# Municipio de Hamre
El municipio de Hamre (en inglés: Hamre Township) es un municipio ubicado en el condado de Beltrami en el estado estadounidense de Minnesota. En el año 2010 tenía una población de 13 habitantes y una densidad poblacional de 0,14 personas por km².

## Geografía
El municipio de Hamre se encuentra ubicado en las coordenadas 48°14′28″N 95°23′22″O / 48.24111, -95.38944. Según la Oficina del Censo de los Estados Unidos, el municipio tiene una superficie total de 93.24 km², de la cual 93,2 km² corresponden a tierra firme y (0,04 %) 0,03 km² es agua.

## Demografía
Según el censo de 2010, había 13 personas residiendo en el municipio de Hamre. La densidad de población era de 0,14 hab./km². De los 13 habitantes, el municipio de Hamre estaba compuesto por el 100 % blancos. Del total de la población el 0 % eran hispanos o latinos de cualquier raza.